# 飛馬航空
飛馬航空（土耳其語：Pegasus Hava Taşımacılığı A.Ş.）是一間位於土耳其的低成本航空公司，總部設於伊斯坦堡彭迪克 。

## 機隊

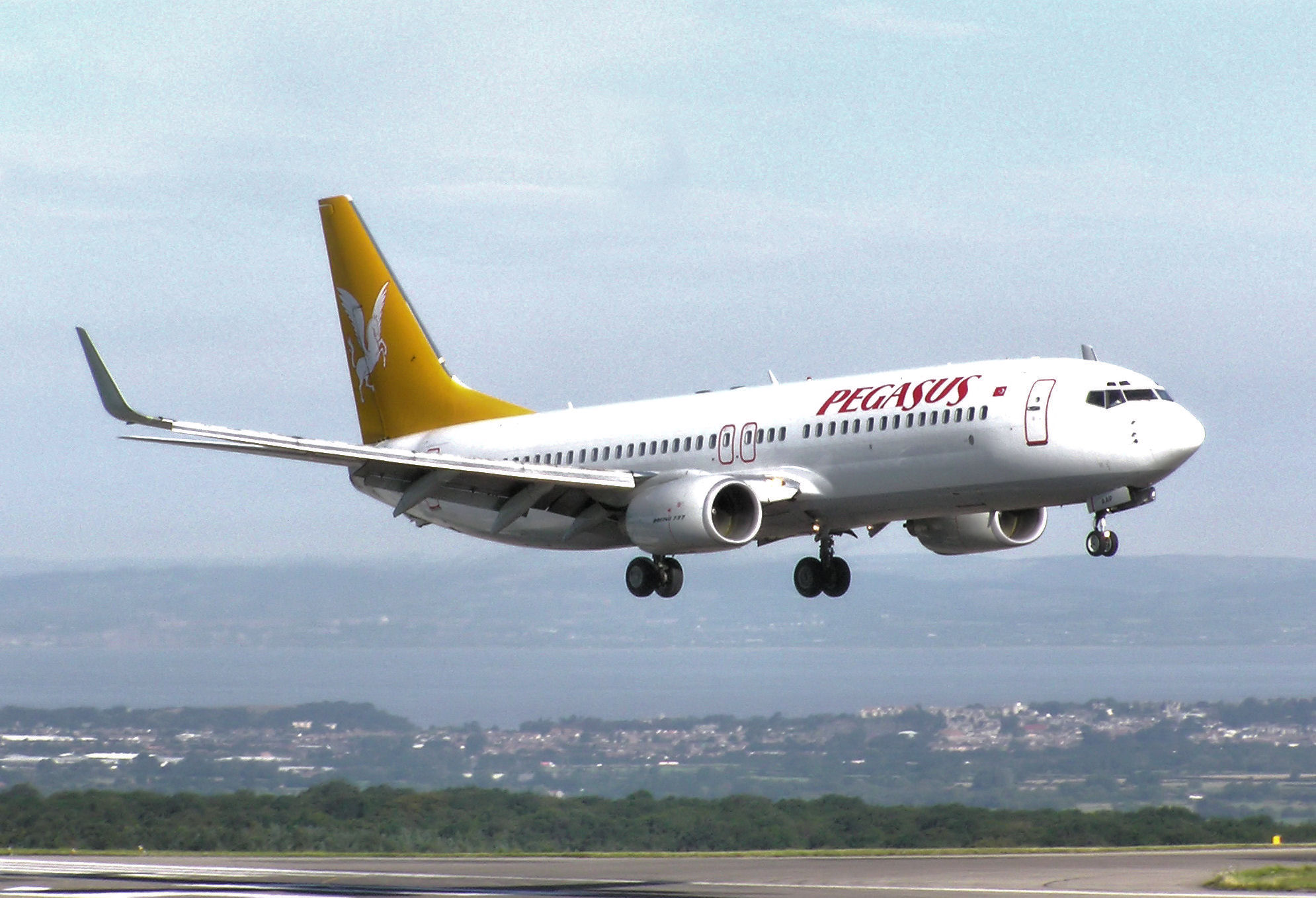
飛馬航空一部採用舊塗裝的波音737-800客機於布里斯托爾機場降落

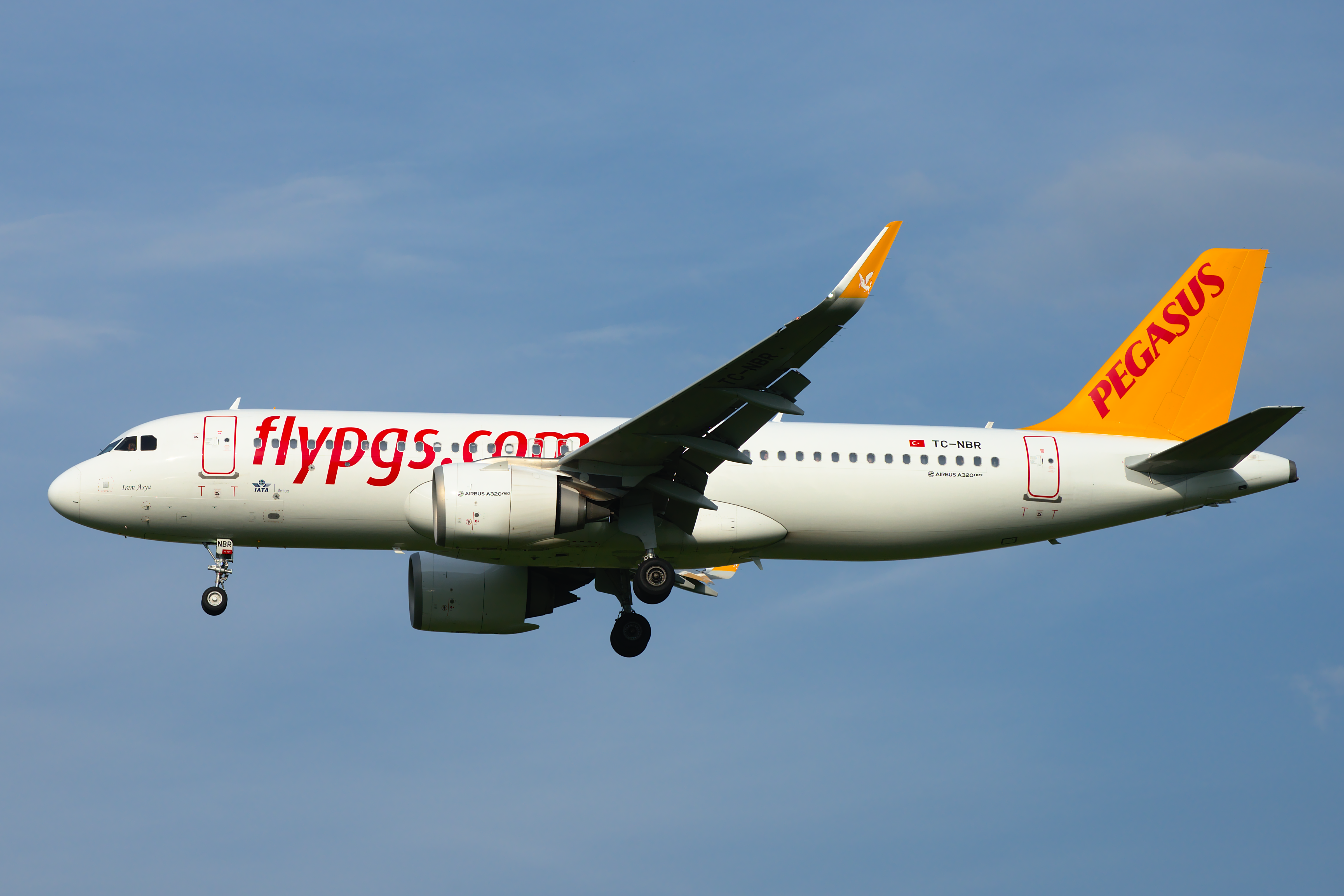
飛馬航空的空中巴士A320neo

截至2024年3月，天馬航空機隊擁有以下機隊，平均機齡為4.5年：
飛馬航空公司曾擁有3部波音737-400客機，該批客機於2006年開始營運。

## 軼事
為吸引乘客專心觀看飛機上的安全示範片，飛馬航空特意邀請漫威真人版電影的英雄參與安全示範片的拍攝工作，其中包括雷神、美國隊長、黑寡婦等人，曾於當時牽起一時熱話。。

## 意外及事故
- 土耳其飛馬航空751號班機劫機事件
- 土耳其飛馬航空8622號班機事故
- 飛馬航空2193航班事故

## 獎項
飛馬航空於2013年10月及2014年6月被評為歐洲最便宜的低成本航空公司。 

## 代碼共享
- 納斯航空
- 荷蘭皇家航空